# Bronisław Komorowski (Priester)

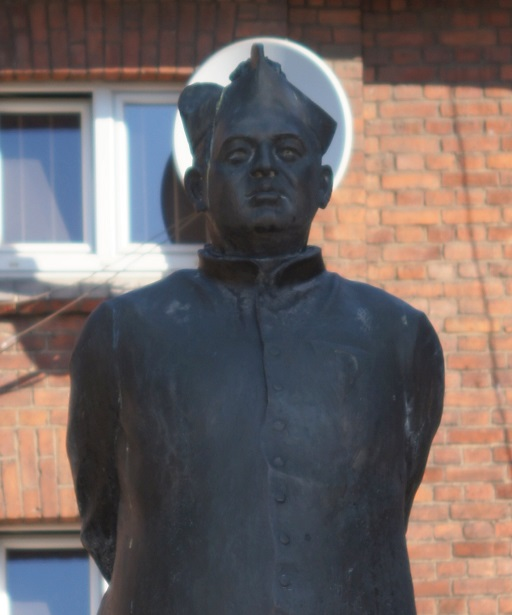
Denkmal für Komorowski in Danzig

Bronisław Komorowski (* 25. Mai 1889 in Barłożno bei Preußisch Stargard (heute Starogard Gdański); † 22. März 1940 im KZ Stutthof bei Danzig) war Priester, Politiker und Seliger der katholischen Kirche.

## Leben
Bronisław Komorowski wurde als Kind einer alteingesessenen polnischen Bauernfamilie in der Provinz Westpreußen geboren. Aus den ersten Ehen seiner Eltern hatte er acht Stiefgeschwister. Sein jüngerer Bruder starb im ersten Lebensjahr, Schwester Anna wurde 1892 geboren. Bereits 1892 starb der Vater und seine Mutter ging ihre dritte Ehe ein. Bronisław wuchs beim Stiefvater auf, dem wohlhabenden Gutsbesitzer Jan Fankidejski. 1924 wurde dieser Bürgermeister von Barłożno. Von drei weiteren Stiefgeschwistern überlebte nur der jüngste Bruder.
Große Vorbilder wurden zwei enge Verwandte des Stiefvaters, der patriotische Priester Jakub Fankidejski und der Pfarrer und Politiker Feliks Bolt (1864–1940). Letzterer wurde 1919 Mitglied des Sejm, 1922 und 1930 Senator der Zweiten Republik.
Nach dem Abitur trat er 1910 in das Priesterseminar in Pelplin ein. 1914 empfing er die Priesterweihe und wurde Vikar der Pfarrei Langenau in der Nähe von Praust.
Danach kam er nach Danzig (Gdańsk) an die St.-Nikolai-Pfarrei. Der junge Pfarrer setzte sich von Anfang an für die polnische Minderheit ein. Seit 1919 hielt er Predigt in polnischer Sprache. Nach dem Entstehen der Freien Stadt Danzig kam es wiederholt zu kleineren und größeren Spannungen zwischen Deutschen und Polen. Die Kirche versuchte auszugleichen und für alle Katholiken unterschiedslos da zu sein. 1924 wurde der Pfarrer Komorowski beauftragt, besonders für die polnischen Katholiken zu sorgen. Im folgenden Jahr weihte er eine selbstständige polnische Bahnhofsmission ein. Im Mai 1925 wurde die St.-Stanislaus-Kirche in Danzig-Langfuhr (heute: Gdańsk-Wrzeszcz) eingeweiht. Unweit des Polenhofs gelegen, wurde sie zu einem der Zentren der polnischen Kultur im Freistaat. Er war auch der erste Seelsorger der polnischen Studenten der Technischen Hochschule in Langfuhr.
1933/34 wurde Komorowski Stadtrat von Danzig, dort gab es nur einen einzigen Vertreter der polnischen Minderheit. Zweimal kandidierte er vergeblich zum Volkstag, er kam aber 1935 für ein paar Wochen als Vertreter in das Parlament des Freistaats. Für kurze Zeit war er Vizepräsident der Polnischen Gemeinde des Freistaats. Ergebnis seiner Bemühungen war die Einigung innerhalb der polnischen Gemeinde.
Zusammen mit Franciszek Rogaczewski wollte er polnische Personalpfarreien in Danzig erreichen. Als aber am 10. Oktober 1937 er und Rogaczewski zu Personalpfarrern ernannt wurden, musste der Bischof am 13. Oktober die zuvor mündlich gegebene Ernennung schriftlich zurücknehmen. Dies geschah unter Druck der Deutschsprachigen, die zunehmend vom Nationalsozialismus geprägt waren. Als Folge dieser Affäre reichte Bischof O’Rourke seinen Rücktritt ein.
Der 25. Jahrestag seiner priesterlichen Arbeit am 2. April 1939 in der St.-Stanislaus-Kirche wurde noch einmal zu einer großen patriotischen Demonstration im Beisein des polnischen Generalkommissars Marian Chodacki.
Frühmorgens am ersten Tag des Weltkriegs, dem 1. September 1939, wurden die Pfarrer Komorowski, Rogaszewski, Bernhard von Wiecki, sowie die Geistlichen Władysław Szymanski und Marian Górecki von SS-Männern verhaftet und in der Viktoriaschule gefangen gesetzt und später in das Gestapohaus in Danzig-Neugarten überführt. Bischof Splett bemühte sich sehr um seine Priester und konnte sie sogar kurz besuchen.
Einige Wochen darauf wurde er nach Stutthof zur Errichtung des Konzentrationslagers verschleppt. Er und andere Priester wurden besonders schlecht behandelt. Im März 1940 wurde er einem Strafkommando zugeteilt. Am Karfreitag dem 2. März 1940 wurde Komorowski zusammen mit dem Geistlichen Marian Górecki und 66 weiteren Personen erschossen. Vor ihrer Erschießung machten die Henker voller Hohn auf den Tag der Kreuzigung Jesu aufmerksam.
Im Jahr 1947 wurde sein Leichnam exhumiert und auf dem Ehrenfriedhof in Zaspa (Gdańsk-Zaspa, Saspe) beigesetzt.

## Seligsprechung und Gedenken

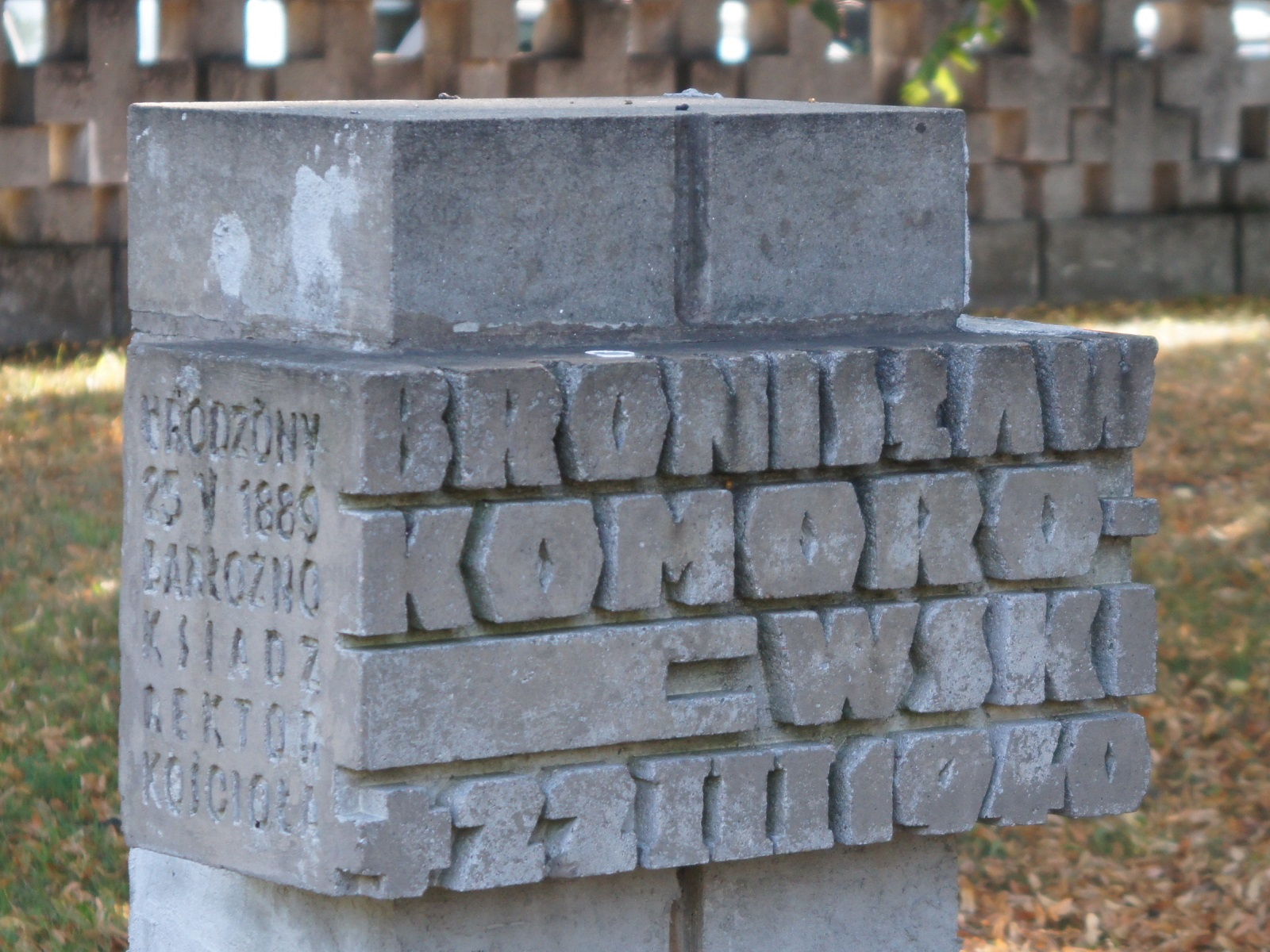
Grabmal auf dem Ehrenfriedhof in Zaspa, Danzig

Am 13. Juni 1999 hat Papst Johannes Paul II. auf dem Piłsudski-Platz in Warschau 108 polnische Märtyrer der deutschen nationalsozialistischen Verfolgung seliggesprochen. Unter ihnen waren die drei Danziger Geistlichen Marian Górecki, Bronisław Komorowski und Franciszek Rogaczewski.
In Wrzeszcz (Langfuhr) erinnert ein Denkmal an den polnischen Seelsorger. Auch eine Volksschule ist dort nach ihm benannt. Eine Gedenktafel an der Marienkapelle in Söder bei Hildesheim nennt seinen Namen.
Sein großes Vorbild, der Priester und Politiker Feliks Bolt, wurde im Oktober 1939 von der Gestapo verhaftet. Zuerst im Priestergefängnis in Dembowalonka, kam er am 21. März 1940 nach Stutthof, wo er wenige Tage später am 7. April 1940 gestorben ist. Er wurde später ebenfalls in Gdańsk-Zaspa beigesetzt.
Die katholische Kirche hat Bronislaus Komorowski als Glaubenszeugen in das deutsche Martyrologium des 20. Jahrhunderts aufgenommen.